# アニメ専門チャンネル一覧
アニメ専門チャンネル（アニメせんもんチャンネル）は、主にアニメを放送する専門チャンネルのことである。アニメ以外にも子供向け番組、特撮番組、声優番組などを放送している。

## 日本のチャンネル

### テレビ放送
基本的にはスカパー!、スカパー!プレミアムサービス、スカパー!プレミアムサービス光、全国の各ケーブルテレビ・IP放送を通じて視聴できる。ただし、局によって視聴方法が異なる。●＝世界展開されているもの
| チャンネル名               | 日本での開局日 | 備考 | スカパー! チャンネル | スカパー! チャンネル |
| チャンネル名               | 日本での開局日 | 備考 | スカパー!            | プレミアム           |
| -------------------------- | -------------- | --- | -------------------- | -------------------- |
| キッズステーション         | 1993年4月1日   | 厳密には“アニメ専門チャンネル”ではないが、大半がアニメの放送に注力しており、実写を含めた子供向け番組全般も放送している。 過去には数多くの特撮番組を放送。 2010年4月1日にHD放送を開始。                            | Ch.330 (HD)          | Ch.669 (HD)          |
| カートゥーン ネットワーク● | 1997年9月1日   | アメリカを本拠地に世界展開を行っている専門チャンネル。 外国製のアニメをメインとしており、日本製のアニメの放送は少ない。 2009年10月1日にHD放送を開始。                                                             | Ch.331 (SD)          | Ch.668 (HD)          |
| アニメシアターX（AT-X）    | 1997年12月24日 | テレビ東京を母体とする専門チャンネル。TXN系列局制作の特撮番組やその他系列局のアニメ番組も放送。 スカパー!・ケーブルテレビのいずれにしても、基本料金とは別料金での契約を必要とする。 2009年10月1日にHD放送を開始。 | Ch.333 (HD)          | Ch.667 (HD)          |
| アニマックス●              | 1998年7月1日   | 2010年には日本最多加入者チャンネルとなる。 2009年10月1日にHD放送を開始。 BSデジタル放送、マルチメディア放送（終了）にも進出。                                                                                     | Ch.BS236 (HD)        | Ch.670 (HD)          |
| ディズニー・チャンネル●    | 2003年11月18日 | ディズニー制作のアニメ・ドラマ・映画をメインに放送している。 2010年12月1日にHD放送を開始。 他社の作品も放送している。                                                                                             | Ch.BS256 (HD)        | Ch.620 (HD)          |
| ディズニージュニア●        | 2012年10月1日  | ディズニーのアニメをメインに放送している。 2014年10月1日にHD放送を開始 他社の作品も放送している。 | Ch.339 (HD)          | Ch.672 (HD)          |

### Web配信
- あにてれ（2000年 - 2021年、テレビ東京コミュニケーションズ）
- バンダイチャンネル（2002年 - 、バンダイナムコフィルムワークス）
- 東映アニメオンデマンド（2006年 - 、東映アニメーション）
- アニメワン（2009年 - 2013年、NECビッグローブ）
- dアニメストア（2012年 - 、ドコモ・アニメストア）
- アニメパス（2014年 - 2016年、KDDI）
- アニメ放題（2015年 - 、ソフトバンク）
- AbemaTV→ABEMA「Abemaアニメ」「アニメLIVE」「みんなのアニメ」チャンネル（2016年 - 、ABEMA[3]）
- アニメBeans（2017年 - 、Production I.G）
- ANIMAX on PlayStation（2017年 - 、アニマックスブロードキャスト・ジャパン）
- Rチャンネル「アニメ」「名作アニメ」（2021年 - 、楽天グループ）
- FASTチャンネル「キッズステーションEX」（2024年 - ）

## アメリカのチャンネル
アメリカではAmazon.comが2017年にアニメ・ストライク（Anime Strike）を開設した。

## 韓国のチャンネル
- ANIPLUS （日本で放映しているアニメを韓国語に吹き替えせずに、日本語音声のまま韓国語字幕付きで放送）
- ANIONE（朝鮮語版、イタリア語版）（大元メディアのDaewon Broadcasting（朝鮮語版））
- ANIBOX（朝鮮語版）（同上）
- Tooniverse（現在は子ども向け総合）